# Edward Fokczyński

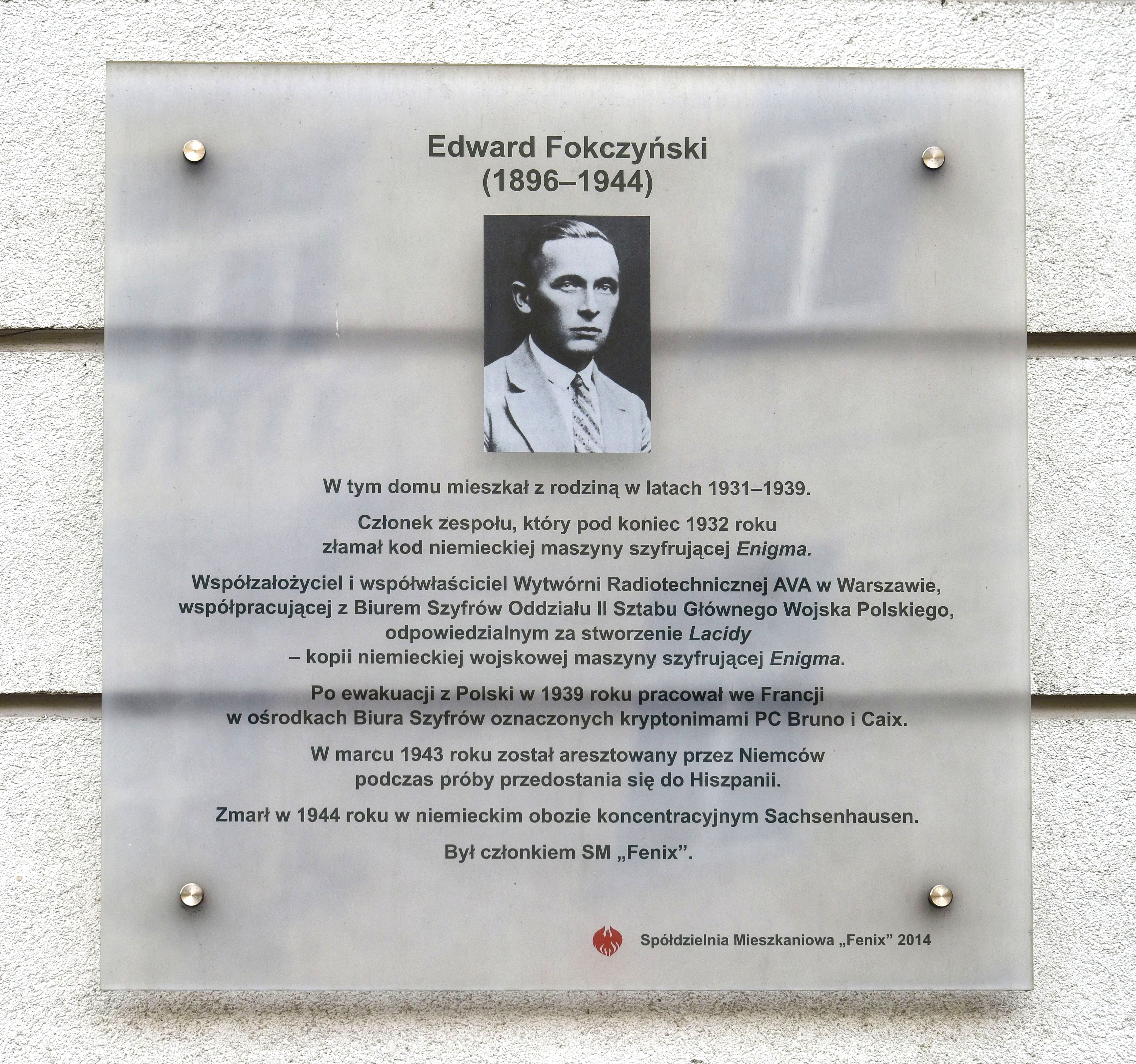
Tablica upamiętniająca Edwarda Fokczyńskiego na budynku Spółdzielni Mieszkaniowej Fenix przy placu Wilsona 4 (od strony ul. Mickiewicza)

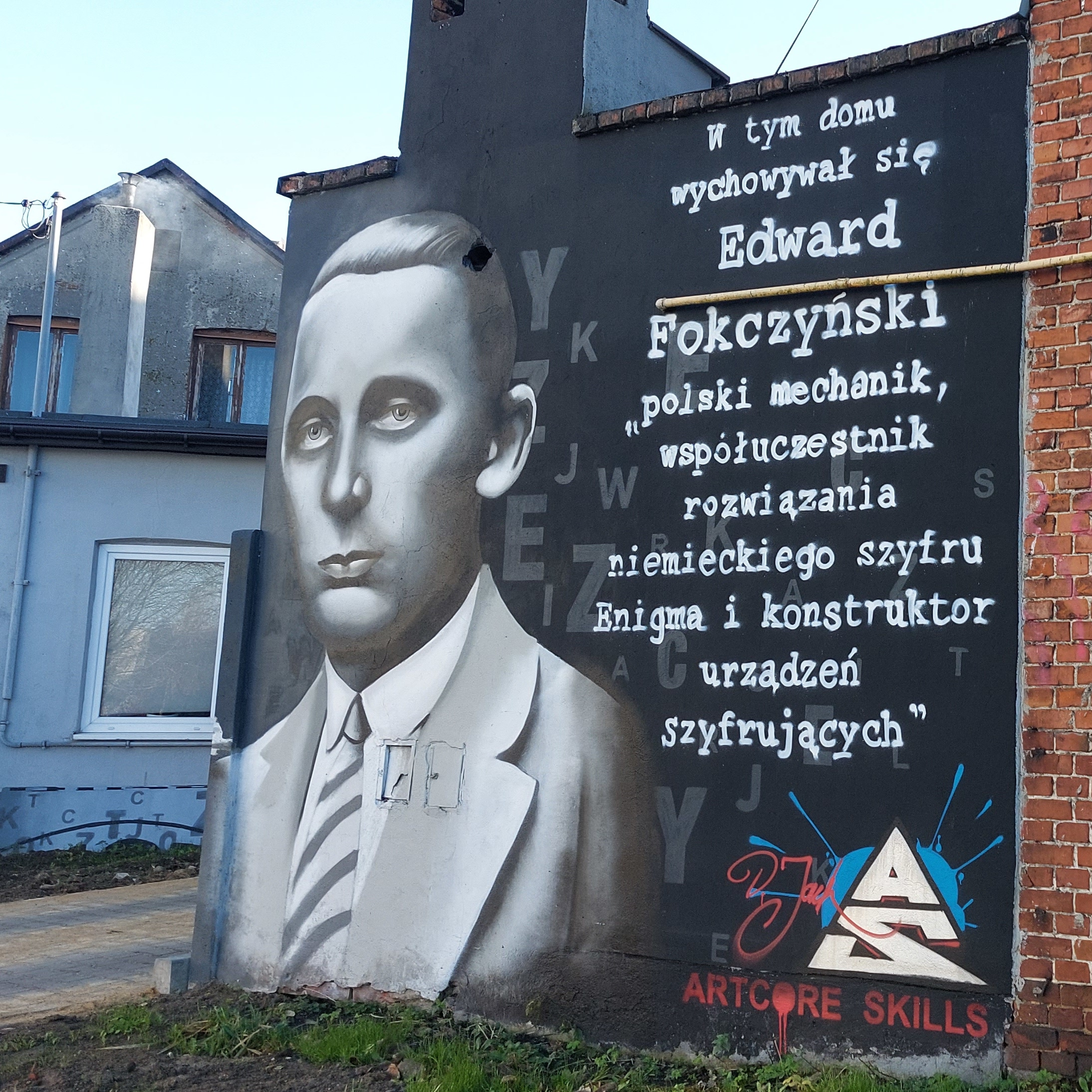
Mural upamiętniający Edwarda Fokczyńskiego w Pabianicach

Edward Fokczyński (ur. 3 lipca 1896 w Pabianicach, zm. 26 lipca 1944 w Sachsenhausen) – polski mechanik,  współuczestnik rozwiązania niemieckiego szyfru Enigma i konstruktor urządzeń szyfrujących.

## Życie i działalność
Wraz z Leonardem Danielewiczem, Ludomirem Danielewiczem oraz Antonim Palluthem był współzałożycielem warszawskiej spółki Wytwórnia Radiotechniczna AVA. Początkowo siedzibą spółki był jego warsztat radiotechniczny w Warszawie przy ul. Nowy Świat 43.
Brał udział w tworzeniu na zlecenie Oddziału II Sztabu Generalnego Wojska Polskiego sobowtórów niemieckiej maszyny szyfrującej „Enigma”. Przed agresją III Rzeszy na Polskę we wrześniu 1939 roku, został ewakuowany wraz z zespołem polskich kryptologów do Francji, gdzie kontynuował swoją pracę w ośrodku dekryptażu, w willi Chateau de Vignolles w Gretz-Armainvilliers pod Paryżem (francuski kryptonim PC Bruno). Od lipca 1942 ekipa polskich kryptologów pracowała w Chateau des Fouzes  (francuski kryptonim „Cadix”). 
Został aresztowany przez Niemców 13 marca 1943, w okolicy Perpignan, podczas próby przekroczenia granicy francusko-hiszpańskiej i osadzony wraz z Antonim Palluthem w obozie koncentracyjnym KL Sachsenhausen koło Oranienburga, gdzie obaj następnie zginęli.
W filmie pt. Sekret Enigmy w reż. Romana Wionczka, w postać Edwarda Fokczyńskiego wcielił się Wojciech Duryasz.

## Odznaczenia
- Krzyż Komandorski z Gwiazdą Orderu Odrodzenia Polski – pośmiertnie: nadanie 2001[9], wręczenie rodzinie 2010[2]